# جگوار ایکس‌جی۲۲۰

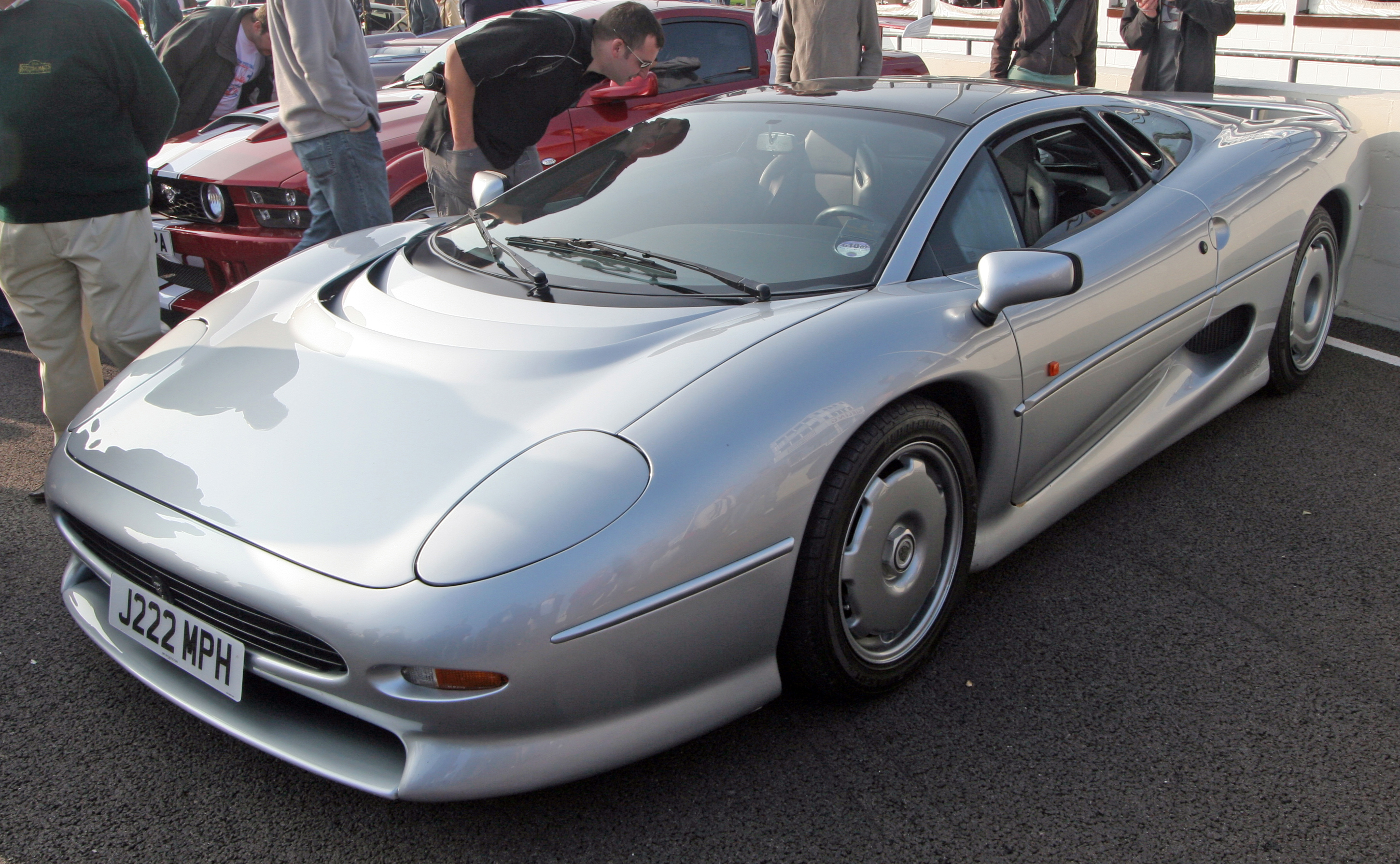

جگوار ایکس‌جی۲۲۰ (Jaguar XJ۲۲۰) خودرویی است که در سال‌های ۱۹۹۲–۱۹۹۴>(به تعداد ۲۸۱)تولید شده‌است. طراحی آن خودروهای موتور وسط عقب-محور عقب بوده است.
موتور آن ۱۹۹۳ سی‌سی سیستم جعبه‌دندهٔ آن ۵ دنده به صورت دستی است.